# 長胸鰭美體鰻
長胸鰭美體鰻，又稱長胸鰭錐體糯鰻（學名：Ariosoma dolichopterum），為輻鰭魚綱鰻鱺目糯鰻科的其中一個種，由David G. Smith和Robert H. Kanazawa於1977年描述，分布於印度西太平洋區，從印度至南中國海，北臨越南及臺灣海域，深度10至480公尺，本魚體延長，具六個眶上孔、八個眶下孔、十個前鰓蓋下顎孔和三個顳部大孔，口鼻部下表面有一條輪廓分明的深色內側條紋，胸鰭長度為頭長的39-48%，肛前孔46-50個，椎骨總數127-131個，體長可達32公分，為底棲性魚類，生活習性不明。